# Patrimonialgericht Messel
Das Patrimonialgericht Messel war ein Patrimonialgericht, zuletzt im Besitz der Erben des Franz Joseph von Albini. Es umfasste ausschließlich das Dorf Messel.

## Geschichte
Im Jahr 1490 belehnte Landgraf Wilhelm II. von Hessen Ludwig von Groschlag mit Gütern in Messel. In der Folgezeit kumulierte die Familie hier eine Reihe von Rechten und hatte in der Endphase des Alten Reichs die Dorfherrschaft inne, die durch ihr Patrimonialgericht ausgeübt wurde. 1799 starb der letzte männliche Vertreter der Familie von Groschlag, Friedrich Carl Willibald von Groschlag zu Dieburg. Seine Tochter konnte die Mannlehen, die ihr Vater besessen hatte, nicht erben.
In der Folge wurde das vakante Lehen Messel an den Kurmainzischen Staatsminister Franz Joseph Martin von Albini (1748–1816) vergeben, der nun auch das Patrimonialgericht innehatte.
Durch die Rheinbundakte von 1806 fiel Messel an das neu geschaffene Großherzogtum Hessen. Das so gewonnene Gebiet unterlag zwar nun der staatlichen Hoheit des Großherzogtums, aber die Souveränitätsrechte der bisherigen Inhaber der Patrimonialgerichtsbarkeit waren geschützt und mussten erhalten werden. Das störte das Großherzogtum selbstverständlich in seiner Souveränität.
Mit der Verwaltungsreform von 1821 fand im Großherzogtum Hessen auch auf unterer Ebene die Trennung der Rechtsprechung von der Verwaltung statt. Dem Großherzogtum gelang es im Umfeld dieser Verwaltungsreform das Patrimonialgericht Messel von der Erbin des Freiherren von Albini zu übernehmen: Ab dem 15. Mai 1822 wurden die bisher vom Patrimonialgericht ausgeübte Verwaltung und erstinstanzliche Rechtsprechung durch den Staat im Namen der Freifrau Albini zu Dieburg übernommen, dem Landratsbezirk Langen die Verwaltung und dem Landgericht Langen die Rechtsprechung übertragen.